# اس‌اس استتین (۱۹۳۳)
اس‌اس استتین (۱۹۳۳) (به انگلیسی: SS Stettin (1933)) یک کشتی است که طول آن ۵۱٫۷۵ متر و ارتفاع آن ۶٫۴۵ می‌باشد. این کشتی در سال ۱۹۳۳ ساخته شد.